# 南日島戦役
南日島戦役（なんにちとうせんえき、中: 南日島戰役、英: Battle of Nanri Island）は、1952年10月11日に中華民国の胡璉が、汪光堯の第75師団約6000人を率いて中華人民共和国が支配する南日島（現在の福建省莆田市秀嶼区）を攻撃した戦闘。10月15日には中華民国陸軍は島の人民解放軍を撃破し、800人を捕虜として台湾本島に帰着、南日島は放棄された。凱旋軍は10月22日に高雄を経て台北に帰着している。

## 関係項目
- 国共内戦